# Elsie's River
Elsie's River (Elsiesrivier en afrikaans) est un township de l'est de la métropole du Cap, située dans la province du Cap-Occidental en Afrique du Sud.

## Étymologie
Elsie's River (la rivière d'Elsie) a été baptisé d'après Elsje Von Suurwaarde, propriétaire de la ferme De Tijgerbergen à la fin du XVIIe siècle, qui sauva de cette rivière plusieurs personnes de la noyade.   

## Quartiers
Les douze quartiers qui composent Elsie's River sont Avon, Avonwood, Balvenie, Elsies River Industrial, Elsies Rivier (Elnor), Epping Forest, Leonsdale, Norwood, Riverton, Salberau, The Range et Valhalla.

## Historique
Rattaché à Goodwood dans les années 1940, Elsie's River, déjà peuplé principalement de métis du Cap, fut affecté à la seule population coloured) dans les années 1980. Administrée à partir de 1996 par la municipalité de la ville de Tygerberg, elle a intégré en 2000 la métropole du Cap.

## Démographie
Elsie's River comprend plus de 42 479 résidents, principalement issus de la communauté coloured (91,40 %). 
Les noirs, population majoritaire en Afrique du Sud, représentent 6,84 % des résidents tandis que les blancs ne comptent que pour 0,29 % des résidents. 
Les habitants d'Elsie's River sont à 77,45 % de langue maternelle afrikaans et à 19,23 % de langue maternelle anglaise.

## Circonscriptions électorales
Elsie's River se situe dans le 4e arrondissement du Cap. Elle se partage entre plusieurs circonscriptions municipales : 
- la circonscription municipale 27 (Goodwood Ext 1 - Goodwood Estate - Richmond Estate - Townsend Estate - Vasco Estate - Elsies River Industrial) dont le conseiller municipal est Cecile Janse van Rensburg (DA)[2].
- la circonscription municipale 28 (Adriaanse au sud de Owen Road, à l'est de Adriaanse Avenue, au nord de Old Stellenbosch Road et à l'ouest de 35th Avenue - Avonwood - Balvenie - Clarkes Estate - Elnor - Elsies River - Epping Forest) dont le conseiller municipal est Christopher Jordaan (DA)[3].
- la circonscription municipale 30 (The Range - Matroosfontein - Ruyterwacht - Valhalla Park - WP Park - Epping Forest - Goodrail - Elsies River - Bishop Lavis à l'est de Valhalla Drive, au nord-ouest de Helderberg Road et à l'ouest de Bishop Lavis Drive et de Fourth Stree) - Kalksteenfontein - Epping Industria 2 - WP Showgrounds -) dont le conseiller municipal est Michael Britz (DA)[4].